# Chironomus dilutus
Chironomus dilutus är en tvåvingeart som beskrevs av Shobanov, Kiknadze och Butler 1999. Chironomus dilutus ingår i släktet Chironomus och familjen fjädermyggor.
Artens utbredningsområde är Wisconsin. Inga underarter finns listade i Catalogue of Life.